# Tvärstuptjärnen
Tvärstuptjärnen är en sjö i Borlänge kommun i Dalarna och ingår i Dalälvens huvudavrinningsområde.